# 1117
1117 (MCXVII) a fost un an obișnuit al calendarului iulian.

## Evenimente
- 3 ianuarie: Un cutremur devastează nordul Italiei, consemnându-se circa 30.000 morți.

### Nedatate
- martie: Împăratul Henric al V-lea ocupă Roma; papa Pascal al II-lea părăsește "Cetatea Eternă", iar împăratul se încoronează pentru a doua oară, de către arhiepiscopul de Braga.
- aprilie-mai: Eunucul Loulou, care preluase puterea în Alep, este asasinat de către soldați; puterea trece în mâinile altui sclav, care, pentru a se impune, apelează la Roger de Salerno, principele cruciat de Antiohia; cruciații încep asediul asupra Alepului, însă cadi-ul Ibn al-Khachab deschide porțile emirului turc Ilghazi, guvernator în Mardin (Mesopotamia).
- Contele Ramon Berenguer al III-lea de Barcelona ocupă Cerdagne.
- Este consemnat cel mai vechi document al epocii comunale din Italia: un statut al consulilor din Pistoia.
- În Islanda se pune capăt sclaviei.
- Regele Balduin I al Ierusalimului efectuează un raid asupra Pelusium, în Egipt.

## Arte, Știință, Literatură și Filozofie
- Au loc primele prelegeri la Universitatea din Oxford.
- Cea mai veche consemnare asupra utilizării busolei ca instrument de navigație, în China.
- Construirea la Novgorod a unei mănăstiri dedicate Sfintei Fecioare.

## Înscăunări
- Borivoj al II-lea, principe al Boemiei.
- Vsevolod de Pskov, cneaz de Novgorod.

## Nașteri
- Otto I, duce de Bavaria (d. 1183).

## Decese
- 14 februarie: Bertrade de Montfort, soția lui Foulque al IV-lea de Anjou, apoi a regelui Filip I al Franței (n. 1070)
- 16 aprilie: Sfântul Magnus, conte de Orkney (n. ?)
- 9 decembrie: Gertrude de Braunschweig, markgrafesă de Meissen (n. ?)

### Nedatate
- aprilie: Loulou, eunuc, guvernator în Alep (n. ?)
- Anselm de Laon, filosof și teolog francez (n. 1050)
- Li Zhiyi, poet chinez (n. 1048)
- Ordelaffo Faliero, doge (conducător) al Veneției (1102-1117), (n. ?)